# Turnera patens
Turnera patens är en passionsblomsväxtart som beskrevs av Arbo. Turnera patens ingår i släktet Turnera och familjen passionsblomsväxter. Inga underarter finns listade i Catalogue of Life.